# Sporotrihoza
Sporotrihóza je glivna okužba, ki jo povzroča gliva Sporothrix schenckii in ki se načeloma kaže kot kronično granulomatozno vnetje podkožja, ki se po mezgovnicah širi v okolico (limfokutana sporotrihoza). Poleg podkožja lahko gre tudi za lokalizirano okužbo pljuč (pljučna sporotrihoza), kosti in sklepov (osteoartikularna sporotrihoza), lahko se pa tudi razširi po telesu (diseminirana sporotrihoza). Kaže se s čvrstimi, nebolečimi podkožnimi vozliči, ki kasneje ulcerirajo. Po izpostavljenosti povzročitelju se bolezen običajno izrazi po nekaj tednih do mesecih. Pri bolnikih z oslabelim imunskim sistemom lahko pride do hudih zapletov.
Povzročitelj bolezni je gliva S. schenckii, ki se v naravi nahaja v prsti, senu, šotnih mahovih in na rastlinah. Najpogosteje se okužijo kmetje, vrtnarji in delavci v poljedelstvu. Povzročitelj vstopi v telo skozi manjše poškodbe ali ureznine na koži. V primeru pljučne sporotrihoze oseba vdihne glivne spore. Do okužbe lahko pride tudi v stiku z okuženimi živalmi, na primer mačkami; veterinarji imajo zato poklicno tveganje za okužbo.
Zdravljenje je odvisno od lokacije in razširjenosti okužbe. Pri zdravljenju kožnih lezij se lahko uporabljajo topična protiglivna zdravila. Globoke okužbe pljuč lahko zahtevajo kirurški poseg. Za sistemsko protiglivno zdravljenje se uporabljajo itrakonazol, posakonazol in amfotericin B. Ob ustreznem zdravljenju večina bolnikov okreva, slabšo prognozo pa imajo bolniki z okrnjenim imunskim sistemom in bolnikih z diseminirano okužbo.
Gliva S. schenkii, ki je povzročitelj sporotrihoze, je prisotna po vsem svetu. Gliva je poimenovana po Benjaminu Schencku, študentu medicine, ki jo je leta 1896 prvi osamil iz človeškega vzorca.
S. schenkii povzroča sporotrihozo tudi pri nekaterih živalih, in sicer konjih, mačkah, mulah, psih, miših in podganah.

## Simptomi

### Kožna/limfokutana sporotrihoza
Okužba se širi od primarne neboleče papule na mestu inokulacije ob mezgovnicah do področnih bezgavk. Vzdolž mezgovnic nastajajo čvrsti, neboleči vozliči, ki nato ulcerirajo in iz katerih občasno izteka gnoj. Najpogoste se pojavi na okončinah. Sistemski znaki niso izraženi.

### Osteoartikularna sporotrihoza
Osteoartikularna sporotrihoza, ki prizadene sklepe oziroma kosti, je redka, vendar po drugi strani najpogostejša zunajkožna oblika bolezni. Pojavi se lahko tudi pri osebah z neokrnjenim imunskim sistemom. Pri tej obliki sporotrihoze se kožne lezije pojavijo redko. Običajno prizadene le en sklep, brez sistemske prizadetosti. Bolečina običajno ni tako huda kot pri bakterijskem artritisu. Če bolnik ni ustrezno zdravljen, lahko pride do funkcionalne prizadetosti. Običajno je prizadeto koleno, zapestje, komolec ali gleženj. Povzroči lahko tendosinovitis (vnetje kitne ovojnice), nabiranje tekočine v sklepu, burzitis in nastanek sinovialnih cist. Zaradi pozne diagnoze, do katere pride pogosto, je lahko pride do hudih destruktivnih sprememb sklepa.

### Pljučna sporotrihoza
Pljučna sporotrihoza nastane zaradi vdihanja glivnih spor in je redka oblika bolezni. Povzroča kašelj, zadihanost, bolečino v prsih in vročino.

### Diseminirana sporotrihoza
Do diseminirane oblike bolezni pride redko, pojavi se pa pri bolnikih z oslabelim imunskim sistemom, na primer zaradi rakave bolezni, aidsa, alkoholizma ali zdravljenja z glukokortikosteroidi. Lahko povzroči na primer sinuzitis (vnetje obnosnih votlin), okužbo osrednjega živčevja ali pljuč, meningitis in endoftalmitis (vnetje notranjosti zrkla).

## Diagnoza
Sum na sporotrihozo običajno temelji na značilnih kožnih spremembah, zlasti pri posameznikih, ki so bolj izpostavljeni povzročitelju (na primer kmetje, gozdarji …). Diagnoza se potrdi z gojenjem kulture in potrditvijo povzročitelja v bolnikovem biološkem vzorcu (biopsijski vzorec kože, izkašljaj, gnoj, sklepna tekočina ali biopsijski vzorec sklepa, biopsijski vzorec kosti, možgansko-hrbtenjačna tekočina).

## Zdravljenje
Le redko pride do spontane ozdravitve in bolniki praviloma potrebujejo zdravljenje. Zdravljenje je odvisno od lokacije in razširjenosti okužbe. Pri zdravljenju kožnih lezij se lahko uporabljajo topična protiglivna zdravila. Globoke okužbe pljuč lahko zahtevajo kirurški poseg. Za sistemsko protiglivno zdravljenje se uporabljajo itrakonazol, posakonazol in amfotericin B.